# Trentepohlia (Mongoma) parvistigma
Trentepohlia (Mongoma) parvistigma is een tweevleugelige uit de familie steltmuggen (Limoniidae). De soort komt voor in het Australaziatisch gebied.